# Incoming: The Final Conflict
Incoming: The Final Conflict is een videospel voor het platform Sega Dreamcast. Het spel werd uitgebracht in 1998. 